# Erik Andersson (författare)
Erik Jörgen Andersson, född 26 juli 1962 i Västerbodarna i Hemsjö socken i Västergötland, är en svensk författare och översättare.

## Författarskap
Andersson har skrivit fem romaner och några samlingar med noveller/essäer. Anderssons första roman, Hemskt osams, nominerades till Sveriges Radios romanpris. Anderssons fjärde roman, Den larmande hopens dal, rönte en hel del uppmärksamhet och nominerades till Sveriges Radios romanpris. Andersson skriver även essäer för Dagens Nyheter och Göteborgs-Posten. 2015 utkom Indialänderna som av kritiska bedömare ansetts vara Erik Anderssons bästa roman.

## Översättare
Andersson är främst känd för att ha genomfört nyöversättningen av prosan i J.R.R. Tolkiens bok Ringarnas herre (tidigare Härskarringen). Det första bandet gavs ut 15 september 2004 och de andra två under 2005. Lotta Olsson stod för översättningen av lyriken. Andersson är även tillsammans med John Swedenmark ansvarig för en nyöversättning av Bilbo som kom ut hösten 2007 under den nya titeln Hobbiten. 2012 utkom hans nyöversättning av James Joyces roman Ulysses.
Andra författare som Erik Andersson har översatt är bland andra Oscar Wilde, Nick Hornby, James Ellroy, Patricia Cornwell, Flann O’Brien, Edward St Aubyn och Francisco Goldman. 

## Privatliv
Erik Andersson är gift med litteraturvetaren Åsa Arping.

## Priser och utmärkelser
- 1980 – Alvar Appeltoffts Minnespris
- 1988 – Brombergs bokförlags Gåspennan
- 1994 – BLMs Essäpris
- 2000 – Västsvenska författarsällskapet Årets författare
- 2001 – Göteborgs Stads författarstipendium
- 2002 – Wettergrens Bokollon
- 2003 – Stipendium ur Gerard Bonniers donationsfond
- 2007 – Albert Bonniers 100-årsminne
- 2011 – Extra belöning på 50 500 kronor ur Svenska Akademiens egna medel
- 2012 – De Nios översättarpris
- 2023 – De Nios Vinterpris